# Забеліно (Ленінградська область)
Забеліно (рос. Забелино) — присілок Бокситогорського району Ленінградської області Росії. Входить до складу Климовського сільського поселення.
Населення — 36 осіб (2012 рік). 